# Reacción de Quelet
La  reacción de Quelet es una reacción orgánica que consiste en la transformación de una solución de un éter fenólico y un aldehído alifático para producir un alcoxibenceno con un sustituyente α-cloroalquilo. El mecanismo procede por sustitución electrofílica aromática en presencia de ácido clorhídrico gaseoso y un ácido de Lewis (por ejemplo cloruro de zinc) como catalizador. La sustitución se lleva a cabo en posición para si está disponible. De no ser así, la sustitución se lleva a cabo en la posición orto: